# Harbin Z-5
Harbin Z-5 (označován někdy také jako Zh-5) je víceúčelový užitkový vrtulník střední hmotnostní kategorie s čtyřlistým nosným rotorem a třílistým tlačným vyrovnávacím rotorem. Jedná se o licenčně vyráběnou verzi sovětského stroje Mil Mi-4. Vrtulníky Z-5 produkoval v letech 1963–1979 čínský výrobce Harbin Aircraft Manufacturing Corporation, který je kompletoval ve výrobním závodě v Charbinu. Celkem bylo vyrobeno 545 kusů.

## Historie a vývoj
Od roku 1951 byl v Sovětském svazu vyvíjen typ transportního vrtulníku střední hmotnostní kategorie, který se měl vyrovnat úspěšným americkým strojům Sikorsky H-19. Výroba vrtulníků Mil Mi-4 započala v roce 1952. Čínská lidová republika v leteckém průmyslu za ostatními zeměmi zaostávala a v roce 1959 získala technické podklady pro licenční výrobu strojů Mi-4, které zde získaly označení Z-5. Součástí licenční výroby byla také produkce čtrnáctiválcových dvouhvězdicových motorů Švecov AŠ-82V, které byly v Číně pojmenovány jako HS-7. V roce 1959 byl v Číně sestaven vrtulník Mi-4 ze sovětských dílů, ale samotná výroba čínských licenčních kopií započala po vleklých problémech až v roce 1963. Poprvé vzlétl vrtulník Z-5 20. srpna 1963. Tou dobou se však chýlila produkce strojů Mi-4 v Sovětském svazu ke konci a definitivně skončila v roce 1966. Čínské vrtulníky Z-5 byly v Charbinu kompletovány až do roku 1979. Celkem zde bylo vyrobeno 545 kusů.
Zatímco první vrtulníky Z-5 byly téměř totožné se stroji Mi-4, v průběhu doby je čínští konstruktéři dále upravovali. Přibyla tak například přídavná palivová nádrž, která byla umístěná na boku trupu. Některé stroje měly upraveny rovněž interiér nebo zbraňové systémy. Pozdější vrtulníky disponovaly novými hranatými okny namísto původních kulatých.
Výroba vrtulníků Harbin Z-5 probíhala v letech 1963–1979 a většina strojů sloužila ve službách letectva ČLOA. Kromě Číny pak stroje Z-5 létaly v letectvu Korejské lidové armády a v albánském letectvu. U albánských vzdušných sil sloužily vrtulníky Z-5 až do roku 2004 a staly se tak nejdéle sloužícími stroji Mi-4 nebo Z-5 vůbec.
Vrtulník Z-5 posloužil čínským konstruktérům také k výrobě nového modernějšího vrtulníku Harbin Z-6, který byl vybaven turbohřídelovým motorem. Svým určením se jednalo však o stroj podobný modernějším sovětských vrtulníkům Mil Mi-8. Vzhledem k úspěchu vrtulníků Mi-8 se stroje Z-6 neprosadily a bylo vyrobeno jen několik kusů.

## Uživatelé
Albánie
- Albánské vzdušné síly[5]

 Čínská lidová republika

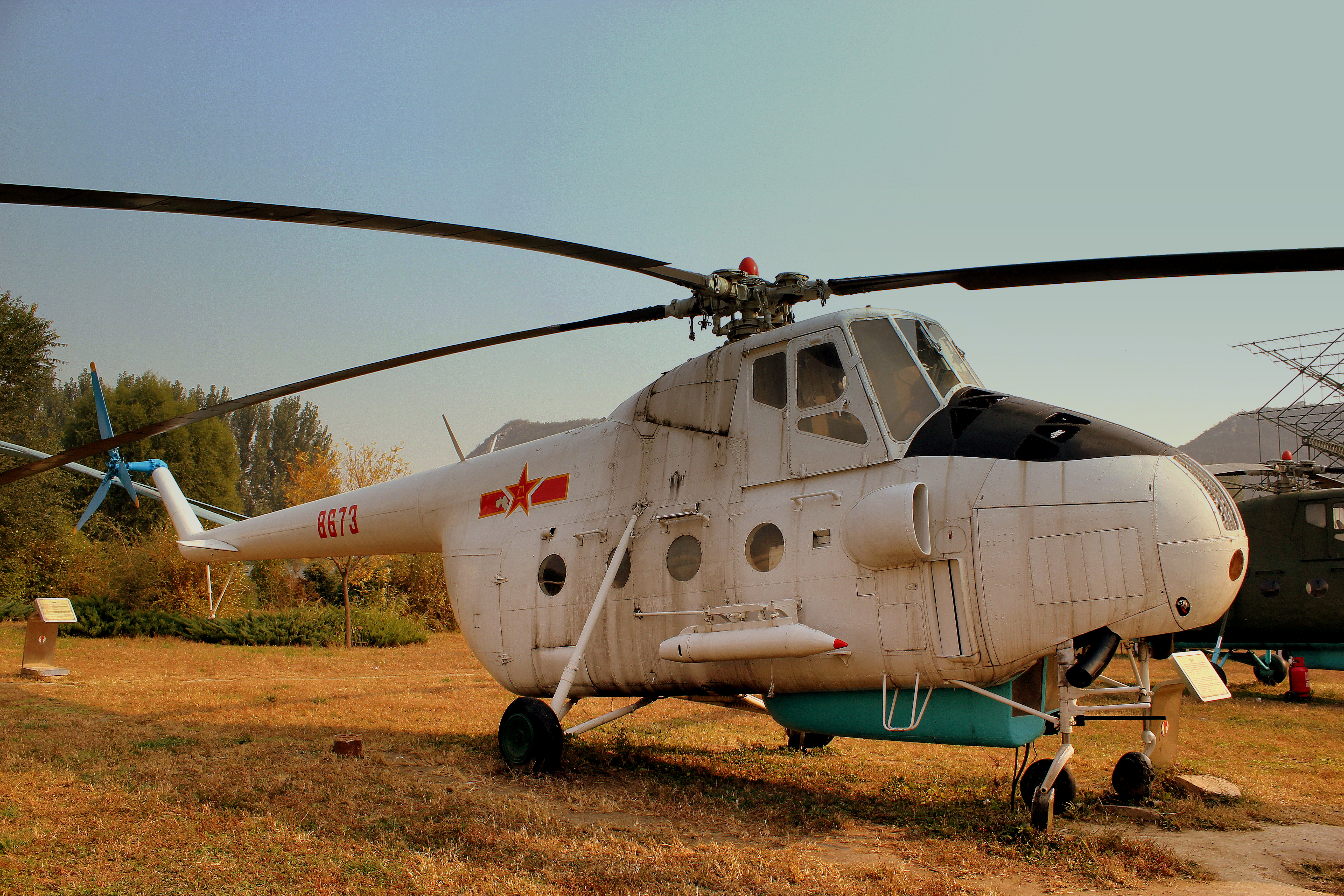
Harbin Z-5 čínského letectva

- Letectvo Čínské lidové osvobozenecké armády[6]
- Pozemní síly Čínské lidové osvobozenecké armády
- Námořnictvo Čínské lidové osvobozenecké armády

 Severní Korea
- Letectvo Korejské lidové armády[7]